# NGC 2861
NGC 2861 est une galaxie spirale barrée barrée située dans la constellation de l'Hydre. NGC 2861 a été découverte par l'astronome allemand Albert Marth en 1864.

## Caractéristiques
Sa vitesse par rapport au fond diffus cosmologique est de 5 396 ± 23 km/s, ce qui correspond à une distance de Hubble de 79,6 ± 5,6 Mpc (∼260 millions d'al).
La classe de luminosité de NGC 2861 est II-III et elle présente une large raie HI. NGC 2861 est aussi une galaxie LINER, c'est-à-dire une galaxie dont le noyau présente un spectre d'émission caractérisé par de larges raies d'atomes faiblement ionisés.